# Prackov
Prackov je malá vesnice, část obce Mírová pod Kozákovem v okrese Semily v Libereckém kraji. Nachází se asi tři kilometry severovýchodně od Mírové pod Kozákovem.
Prackov leží v Chráněné krajinné oblasti Český ráj v katastrálním území Vesec pod Kozákovem o celkové výměře 4,82 km².

## Historie
První písemná zmínka o vesnici pochází z roku 1403.

## Pamětihodnosti
- Kaple Panny Marie
- Sušárna ovoce u čp. 24
- Kozákovská Drábovna
- Prackovský vulkán

## Galerie

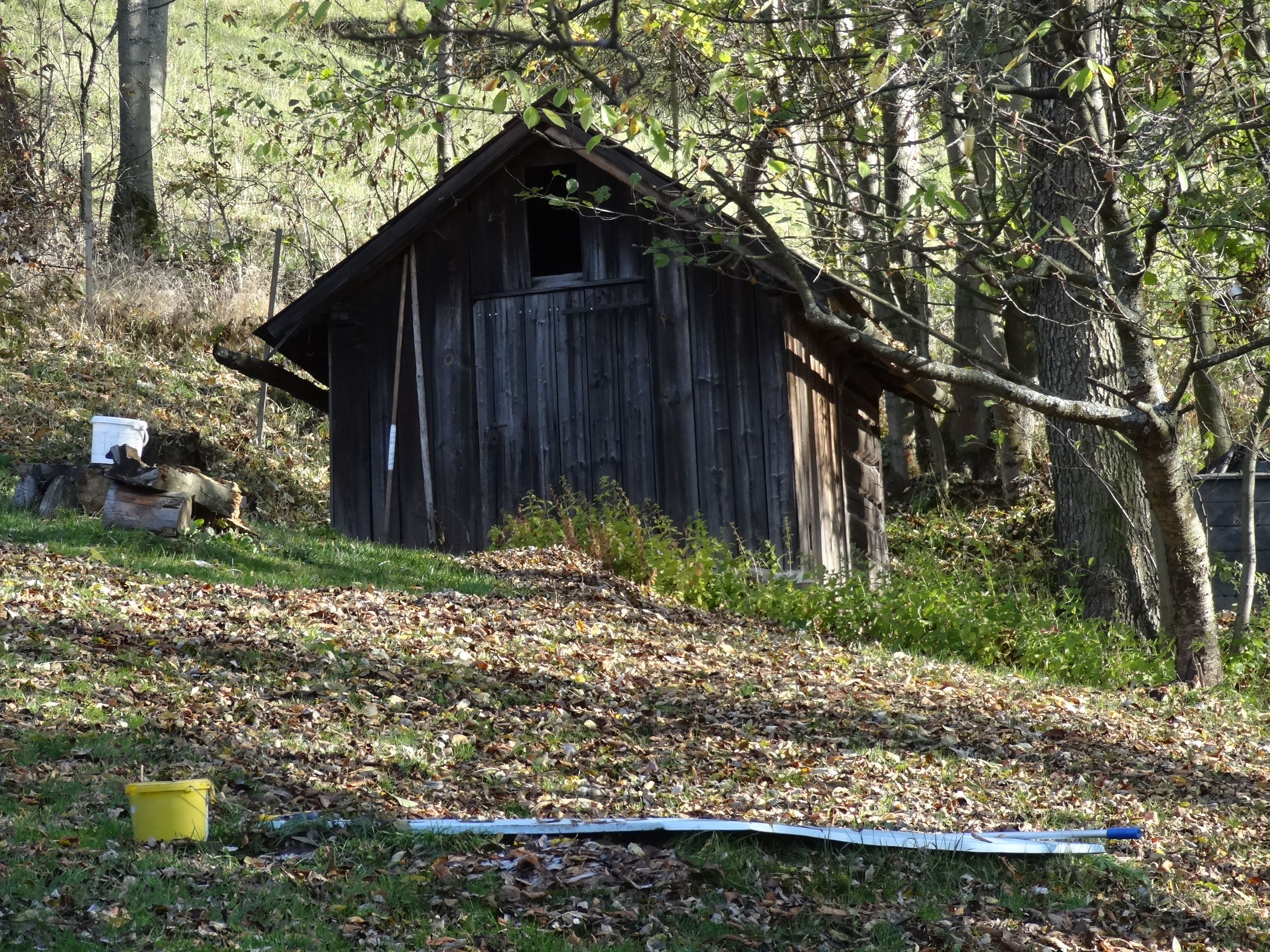
Památkově chráněná sušárna ovoce
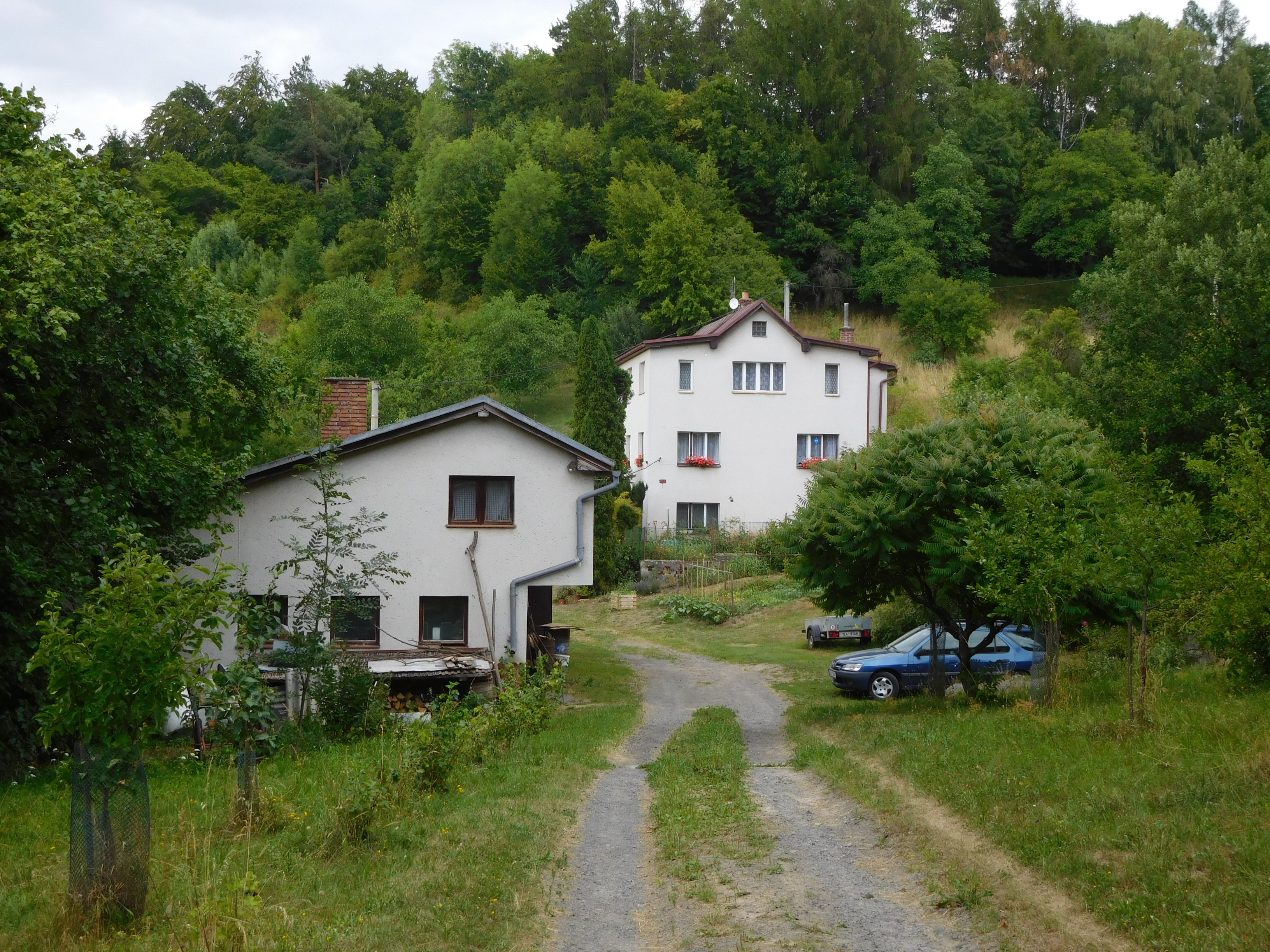
Rodinné domy
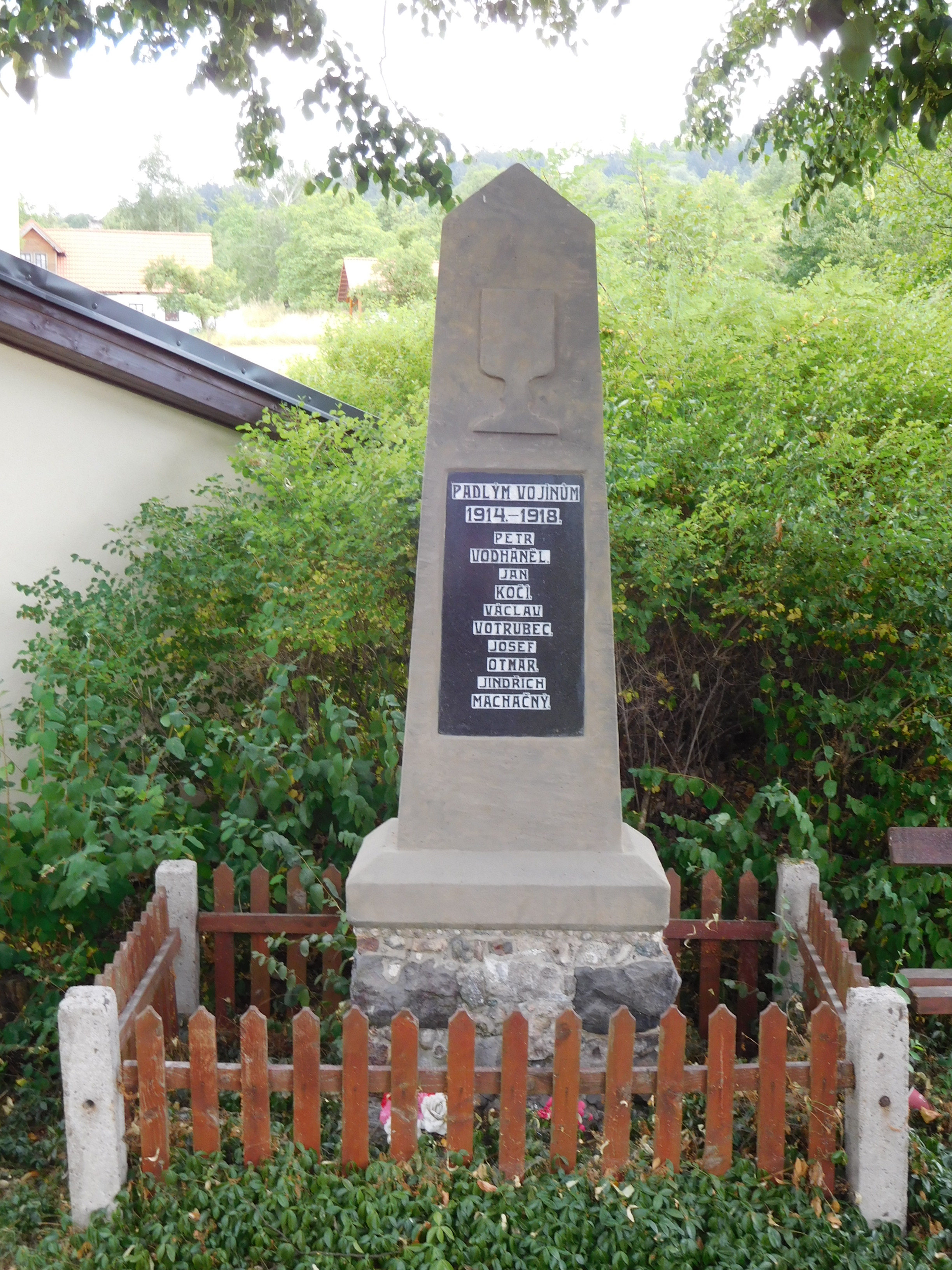
Pomník obětem první světové války
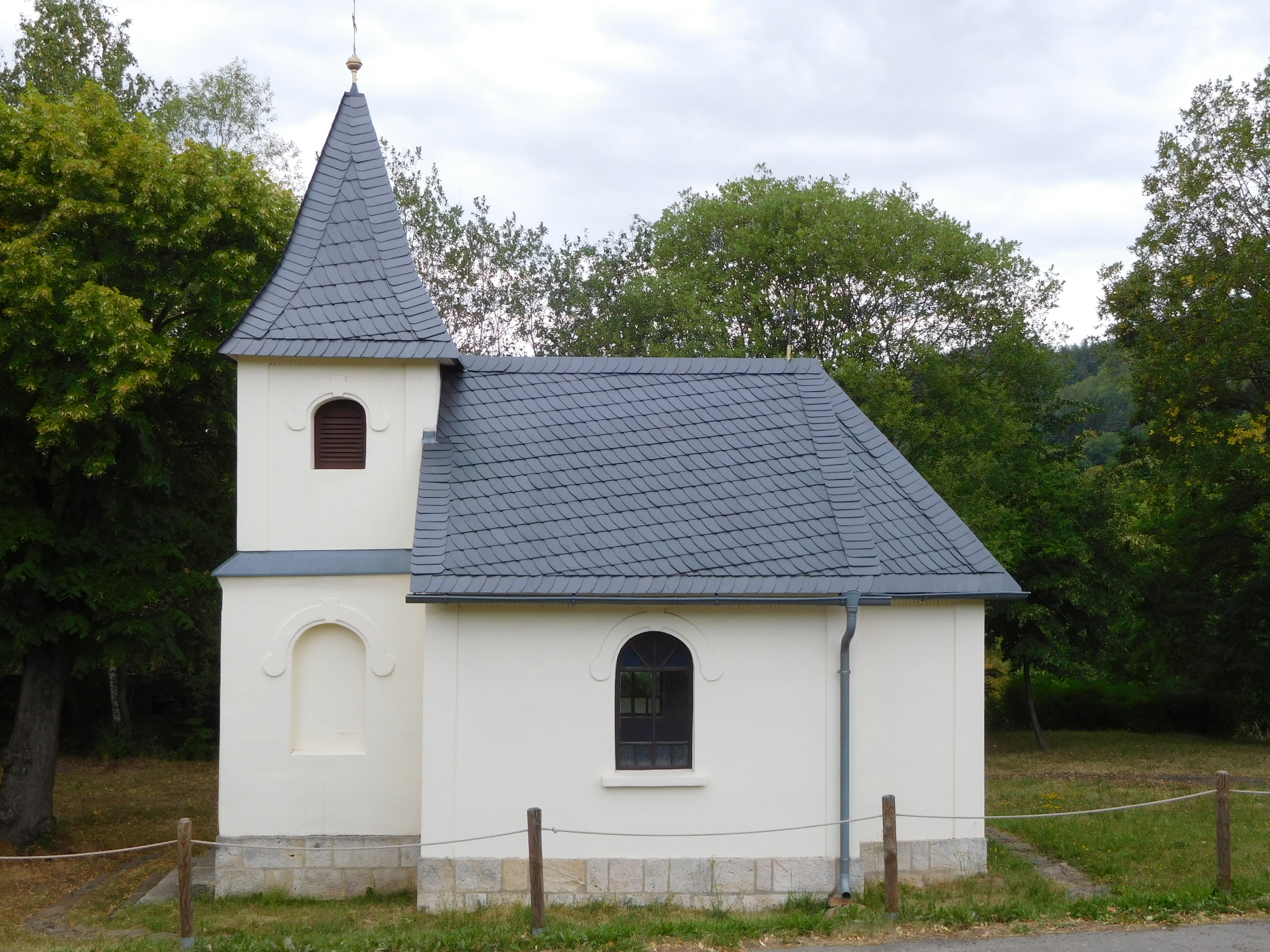
Kaple Panny Marie
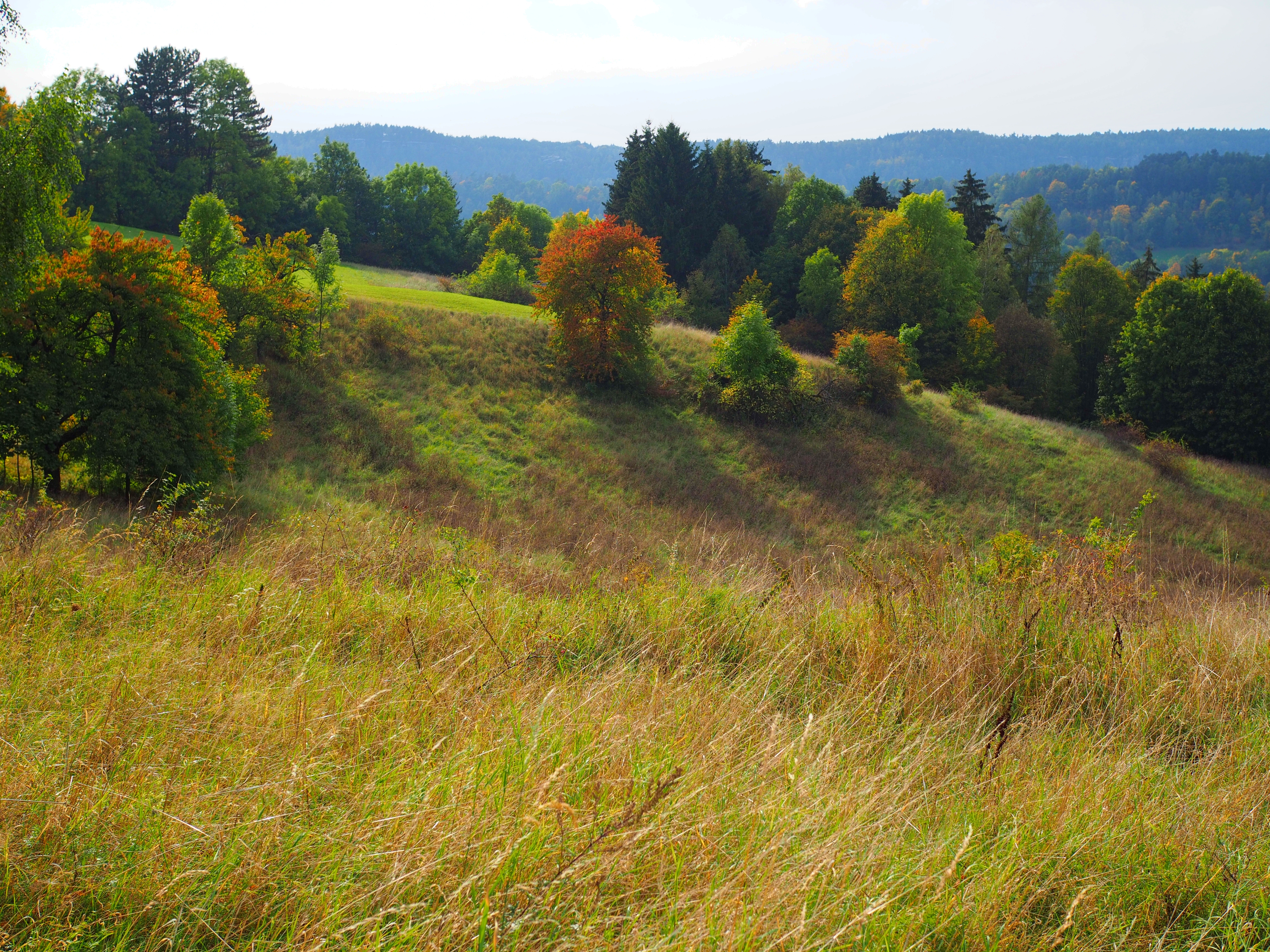
Kráter Prackovského vulkánu